# Illa d'en Porros
Illa d'en Porros är en ö i Spanien.   Den ligger i regionen Balearerna, i den östra delen av landet, 600 km öster om huvudstaden Madrid.